# Psaironeura selvatica
Psaironeura selvatica är en trollsländeart som beskrevs av Esquivel 1993. Psaironeura selvatica ingår i släktet Psaironeura och familjen Protoneuridae. Inga underarter finns listade i Catalogue of Life.